# قرار مجلس الأمن التابع للأمم المتحدة رقم 1539
قرار مجلس الأمن التابع للأمم المتحدة رقم 1539، المتخذ بالإجماع في 22 نيسان / أبريل 2004، بعد الإشارة إلى القرارات 1261 (1999)، 1308 (2000)، 1314 (2000)، 1325 (2000)، 1379 (2001) و1460 (2003)، أدان المجلس استخدام الجنود الأطفال وطلب من الأمين العام وضع آلية للرصد.
وكان القرار هو المرة الأولى التي يوسع فيها المجلس إطار الحماية بتحديد فئات أخرى من الانتهاكات ضد الأطفال.

## القرار

### أعمال
بدأ القرار بإدانة استخدام الجنود الأطفال وتجنيدهم وقتل الأطفال وتشويههم والاغتصاب والعنف الجنسي والاختطاف والتشريد القسري ومنع وصول المساعدات الإنسانية والهجمات على المدارس والمستشفيات والاتجار بالأطفال والسخرة والرق. وطُلب من الأمين العام كوفي عنان وضع آلية مراقبة شاملة في غضون ثلاثة أشهر بشأن تجنيد واستخدام الأطفال الجنود والانتهاكات المرتكبة ضد الأطفال. وفي الوقت نفسه، أعرب المجلس عن اعتزامه النظر في اتخاذ مزيد من التدابير لإنهاء الصلة بين الاتجار غير المشروع بالموارد، والاتجار بالأسلحة، والاختطاف عبر الحدود، والتجنيد، والصراع المسلح. وحث جميع الأطراف المعنية على احترام الالتزامات الدولية المنطبقة عليها.
وأعرب المجلس عن قلقه إزاء استمرار تجنيد الأطفال من قبل بعض الأطراف ودعا الأطراف إلى أن تكون لديها خطط جاهزة في غضون ثلاثة أشهر لإنهاء استخدام الجنود الأطفال وتجنيدهم، وطلب من الأمين العام أن يستعرض بانتظام امتثال الأطراف وأعرب عن نيته لفرض مزيد من التدابير ضد الأطراف أو البلدان التي لم تتعاون، مثل حظر الأسلحة. وفي غضون ذلك، تقرر الإبقاء على الأحكام المتعلقة على وجه التحديد بحماية الأطفال في ولايات عمليات حفظ السلام، بما في ذلك نشر مستشارين لحماية الأطفال. وستدرج هذه الأحكام الخاصة بالأطفال في برامج نزع السلاح والتسريح وإعادة الإدماج، وشدد المجلس على أن التعليم سيلعب دورا هاما في منع تجنيد الأطفال في الصراع المسلح.
علاوة على ذلك، طلب القرار من الأمم المتحدة تنفيذ خدمات التثقيف والاختبار والمشورة بشأن فيروس نقص المناعة البشرية / الإيدز. ورحب بالترتيبات التي اتخذتها المنظمات الإقليمية ودون الإقليمية مثل الاتحاد الأوروبي والجماعة الاقتصادية لدول غرب أفريقيا لحماية الأطفال، وشجع على تعميم هذه السياسات من خلال الدعوة والسياسات والبرامج، وتطوير آليات الرصد، وإنشاء آليات لحماية الطفل وإدراج موظفي حماية الطفل. وشجع المجلس تعزيز المؤسسات الإقليمية والمحلية.
وأخيرا، تم حث الأمين العام على ضمان إيلاء حماية الأطفال الاعتبار في تقاريره المقبلة إلى المجلس، وطُلب منه تقديم تقرير بحلول 31 تشرين الأول / أكتوبر 2004 عن تنفيذ القرارين 1379 و1460، بما في ذلك التقدم المحرز في إنشاء آلية للرصد.

## روابط خارجية
- نص القرار في undocs.org